# Marcos Maydana
Marcos Damián Maydana (La Paz, 26 juni 1995) is een Argentijns voetballer die sinds 2021 uitkomt voor Alto Casertano.

## Carrière
Maydana startte zijn seniorencarrière bij Club Atlético Patronato, waarmee hij vier wedstrijden in de Primera División speelde. Na zijn vertrek bij deze club ging hij in Colombia op zoek naar een nieuwe club, maar via Mario Mendoza kwam hij tijdens de voobereiding op het seizoen 2018/19 terecht bij RFC Seraing, dat toen actief was in Eerste klasse amateurs. Vanwege administratieve problemen kon hij evenwel pas vanaf november 2019 officieel in actie komen voor de Luikse club. Op 23 november 2019 maakte hij zijn officiële debuut voor de club in de competitiewedstrijd tegen   Thes Sport.
Toen de competitie in Eerste klasse amateurs in maart 2020 vroegtijdig werd stopgezet vanwege de coronapandemie, stond Seraing derde. In Eerste klasse B kregen KSV Roeselare, KSC Lokeren en Excelsior Virton geen licentie meer voor het profvoetbal, waardoor Seraing mocht promoveren. In maart 2020 werd de optie op een extra jaar in het aflopende contract van Maydana gelicht. In het seizoen 2021/22 speelde Maydana vijf competitiewedstrijden voor Seraing in Eerste klasse B, waarin hij een keer scoorde: op de zestiende competitiespeeldag leek hij zijn club een punt te gaan opleveren met zijn 3-3, maar in de blessuretijd scoorde Atabey Çiçek alsnog de 4-3 voor Westerlo. Seraing promoveerde op het einde van het seizoen voor de tweede keer op rij nadat het in de barragewedstrijden tegen Waasland-Beveren aan het langste eind trok, maar deed dat ditmaal zonder Maydana, die geen nieuw contract kreeg.
Na zijn passage bij Seraing kwam Maydana in de Serie D uit voor Nereto en Alto Casertano.